# Алберни-Клейокуот
Алберни-Клейокуот (англ. Alberni-Clayoquot Regional District) — один из 29 региональных округов Британской Колумбии, Канада. На 2016 год в округе проживало 30 981 человек.
Алберни-Клейокуот был создан в 1967 году. Округ выполняет функции местного правительства для шести неинкорпорированных областей, такие как пожарная безопасность, обеспечение необходимыми вещами и водой. Также через округ проходят взаимодействия между городами, электоральными областями и индейскими резервациями.

## Географическое положение
Алберни-Клейокуот находится на острове Ванкувер на берегу Тихого океана, в него входят город Порт-Алберни, два окружных муниципалитета (Тофино и Уклулет), 19 индейских резерваций и шесть электоральных областей. Граничит с региональными округами Комокс-Вэлли, Страткона на севере и Ковичан-Вэлли, Нанаймо на востоке.  
Региональный округ обслуживается двумя аэропортами: Порт-Альберни и Лонг-Бич. Через Алберни-Клейокуот проходит шоссе 4 Британской Колумбии. 

## Население
По данным переписи 2016 года население Алберни-Клейокуота составляло 30 981 человек, из которых 26 569 человек проживало в агломерации Порт-Алберни. В округе было 13 655 домашних хозяйств и 8845 семей. Плотность населения составляла 4,7 человек на км². Спад населения Алберни-Клейокуоте с 2011 года составил 0,3 % (в среднем по провинции Британская Колумбия наблюдался прирост в 5,6 %).
Население округа по возрастному диапазону по данным переписи 2016 года распределилось следующим образом: 15,3 % — жители младше 14 лет, 62,9 % — от 14 до 65 лет и 21,8 % — в возрасте 65 лет и старше. Средний возраст населения — 44,2 года, медианный возраст — 46,9 лет.
Из 13 655 домашних хозяйств 64,8 % представляли собой семьи: 53,4 % совместно проживающих супружеских пар (40,7 % — в браке, 12,7 % — в гражданском сожительстве); 8,3 % — женщины с детьми, проживающие без мужей и 3,0 % — мужчины с детьми, проживающие без жён. В среднем домашнее хозяйство ведут 2,2 человека, а средний размер семьи — 2,7 человека. Среди 26 245 человек старше 15 лет 56,9 % живут в паре (43,7 % — в браке, 13,2 % — в гражданском сожительстве), 25,3 % — никогда не были женаты.
В 2015 году медианный доход на семью оценивался в 72 104 $, на домашнее хозяйство — в 55 278 $. Доход на душу населения — 29 654 $ в год.
| 1981  | 1986  | 1996  | 1997  | 1998  | 1999  | 2000  | 2001  | 2002  | 2003  | 2004  | 2005  | 2006  | 2007  | 2011  | 2016  |
| ----- | ----- | ----- | ----- | ----- | ----- | ----- | ----- | ----- | ----- | ----- | ----- | ----- | ----- | ----- | ----- |
| 32558 | 30341 | 32842 | 32782 | 32526 | 32128 | 31823 | 31664 | 31509 | 31526 | 31790 | 32005 | 32260 | 32345 | 31061 | 30981 |